# Edyta Ropek
Edyta Ropek, née le 18 novembre 1979 à Tarnów en Pologne, est une grimpeuse polonaise. 

## Palmarès

### Championnats du monde
- 2007 à Avilés,  Espagne
  -  Médaille d'argent en vitesse
- 2005 à Munich,  Allemagne
  -  Médaille de bronze en vitesse

### Coupe du monde d'escalade
- 2011
  -  Médaille d'or en vitesse
- 2010
  -  Médaille de bronze en vitesse
- 2009
  -  Médaille d'or en vitesse
- 2008
  -  Médaille d'or en vitesse

### Championnats d'Europe
- 2010 à Innsbruck,  Autriche
  -  Médaille d'or en vitesse
- 2008 à Paris,  France
  -  Médaille d'or en vitesse